# Végzetes csütörtök
A "Végzetes csütörtök" (Pilot) a Született feleségek (Desperate Housewives) című amerikai filmsorozat legelső epizódja. Az Amerikai Egyesült Államokban először az ABC (American Broadcasting Company) adó sugározta 2004. október 3-án.
Az amerikai sikeren felbuzdulva több országban kezdték sugározni a sorozatot: Magyarországon alig több mint egy évvel később, 2005. október 26-án adták le az első részt a TV2 csatornán.

## Összegzés
A Született feleségek a fiktív Lila Akác köz lakóinak életét mutatja be. Ennek a külvárosi szomszédságnak az idilli hangulatát megtöri Mary Alice Young (Brenda Strong) rejtélyes öngyilkossága, aki látszólag egy teljesen normális háziasszony életét élte. Mary Alice közeli barátai, Susan Mayer (Teri Hatcher), Lynette Scavo (Felicity Huffman), Bree Van de Kamp (Marcia Cross) és Gabrielle Solis (Eva Longoria) próbálják túltenni magukat barátnőjük öngyilkosságán. Később Mary Alice fia, Zach (Cody Kasch) arra ébred az éjszaka közepén, hogy az apja, Paul (Mark Moses) a hátsó kertjükben lévő leeresztett medencét ássa fel, hogy elrejtsen egy rejtélyes ládát.
Susan, az elvált anyuka elkezd érdeklődni az új, vízvezeték-szerelő szomszéd, Mike Delfino (James Denton) után, aki éppen most költözött a Lila Akác közbe; viszont szembesülnie kell vele, hogy vetélytársa van, méghozzá a pasivadász Edie Britt (Nicollette Sheridan). Susan azt sejtve, hogy Mike egy éjszakát tölt Edie-nél, behatol a házba hívatlanul körbeszaglászni  azzal az ürüggyel, hogy kölcsönkér egy pohár cukrot. Miközben bent van, véletlen felborít egy gyertyát, ami felgyújtja az egész házat. Susan gyorsan eliszkol a helyszínről, de a mérőpoharát hátrahagyja. Furdalja a lelkiismeret, viszont kiderül, hogy Edie nem Mike-kal éjszakázott. Eközben Lynette-et, egy korábbi karrierista nőt az idegbaj kerülgeti, hogy egyedül kell négy gyerekét nevelnie, mert férje, Tom (Doug Savant) folyton üzleti úton van.
A családja nem igazán van elragadtatva a perfekcionista háziasszonytól, Bree-től, főleg, mert a férje, Rex (Steven Culp) válni akar. Bree véletlenül megmérgezi őt, mert hagymát tesz a salátájába, amire halálosan allergiás. A kórházban Rex megvádolja, hogy Bree érzelmileg elérhetetlen, és a háztartásbeli tökély elérésének megszállottja. Eközben Gabrielle, egy hajdani modell egyre boldogtalanabb a Carlosszal (Ricardo Antonio Chavira) való házasságban, aki ennek ellenére extravagáns ajándékokat vesz szerelmének. Gabrielle viszonyt folytat 16 éves kertészével, John Rowlanddel (Jesse Metcalfe).
Paul megkéri a négy barátnőt, hogy segítsenek összepakolni Mary Alice holmiját, mert ő képtelen rá egyedül. Mary Alice ruhái közt találnak a feleségek egy zsarolólevelet, melyen az alábbi látható: „Tudom, mit tettél[.] Undorodom tőle[.] El fogom mondani[.]” A címezés igazolja, hogy Mary Alice aznap kapta, mikor meghalt. Ezután azon gondolkoznak, hogy vajon mit titkolhatott előlük barátnőjük.

## Az epizód cselekménye
A széplaki Lila Akác közben, egy festői kertvárosi utcában él a sok család között Mary Alice Young is. Ő a tökéletes feleség – jó anya, kitűnő háziasszony, és vonzó nő. Fia, Zach és férje, Paul szeretik és tisztelik őt.
Ám egy verőfényes őszi csütörtök délelőttön, miután reggelit készített a családjának, elvégezte a házimunkáit, végére járt a feladatainak, és teljesítette napi küldetéseit, odalép az előszobai beépített szekrényhez, levesz egy revolvert, és minden előzetes jelzés nélkül főbe lövi magát.
A holttestét a szomszédja, Mrs. Huber fedezi fel, aki azonnal kihívja a mentőket – ám ez már mit sem számít: Mrs. Mary Alice Young nincs többé.
A temetés utáni halotti toron a Lila Akác Köz nagy része megjelenik leróni tiszteletét. Köztük Mary Alice négy helyi barátnője: Lynette Scavo, Susan Mayer, Bree van de Kamp és Gabrielle Solis.
Lynette már hat éve csak azzal tölti életét, hogy próbálja túlélni rendetlen gyerekeit: hatéves ikerfiait, Portert és Prestont; ötéves csemetéjét, Parkert és a még babakorban lévő kislányát, Pennyt. Persze kibírhatatlan csemetéit mindennél jobban szereti: ám legbelül folyton azon bánkódik, hogy sikeres karrierjét feláldozta azért, hogy most mosogasson, rendet rakjon, segítsen a leckeírásban és bébipépet melegítsen. Mivel a fiai rosszalkodásai hiperaktivitásra emlékeztetnek, Lynette lassan kezdi úgy érezni: rossz anya lett belőle. Pedig az igazság csak az, hogy négy ilyen gyerek nevelése önmagában is kihívás.
Bree, Dr. Rex van de Kamp felesége messze földön híres cukrásztudományáról, saját kézzel varrott ruháiról, maga ültette kertjéről és házilag felújított bútorairól. Ahol csak megfordul, mindenki úgy gondol Bree-re, mint a tökéletes anyára és feleségre: mindenki – kivéve a saját családját. Fia, Andrew és lánya, Danielle mintha más gyerekei lennének: nincsenek megelégedve otthoni életükkel, egyszerűbb ételeket, szabályokat, anyát akarnak. Rex is úgy tűnik, gyerekei pártján áll, mert már elege van abból, hogy felesége "mindig olyan átkozottul tökéletes", és olyan, mint "a nő a mosogatószer-reklámban gyöngysorral és konyhai keverőlapáttal a kezében." Egyikük sem veszi észre, hogy az asszony mennyi áldozatot hoz a családjáért nap, mint nap…
Susan Mayer gyermekkönyvek illusztrálásával keresi meg a kenyeret. Férje, Karl már egy éve elhagyta a tyúkeszű titkárnőjéért, akiről első pillantásra lerí, hogy minden buliban benne van.
Lánya, a tizennégy éves Julie maga a tökéletes gyerek: mindig kitűnő a bizonyítványa, mindig segít a házimunkában – mindig kedves és megértő. Néha úgy tűnik, mintha ő nevelné az anyját: Susan mindig megvitatja vele magánéleti gondjait, és ő is mindig mindent elmond Susannek. Az asszony már csak a magánytól küszködik: azóta, hogy csatlakozott a világ többi elvált fiatal nőjéhez, nem volt egy férfi sem az életében.
Gabrielle Solisnak, aki még kamaszkorában elszökött anyjától és nevelőapjától, és a teljes nyomorból felküszködte magát a New York-i sztármodellek közé, hűvösebb a kapcsolata férjével, Carlossal. Carlos, a milliomos a kifutón szemelte ki, és miután a harmadik randevújukon feleségül kérte, Gaby csillogó szemmel igent mondott. Egy hangos esküvő, egy házassági szerződés, és máris a kertvárosban találta magát, mint teljes állású feleség. Boldogan élne, ha férjét többet látná. Carlos alig van otthon: ezért is kezdett Gaby viszonyt tizenhét éves kertészükkel, a jóképű Johnnal. Persze barátnői csak a méregdrága ékszereit, a gyönyörű bútorait és a luxuskocsiját látják: nem pedig azt, amit Gabrielle mindenki elől rejteget: úgy érzi, a házassága maga a csőd.
A négy barátnő a toron csendesen beszélget, azon elmélkednek, mi késztethette Mary Alice-t arra, hogy végezzen magával.
Susan most találkozik először új szomszédjával, a jóvágású Mike Delfinóval. A férfiről kiderül, hogy vízszerelő, és egyből fel is ajánlja Susannak a szolgáltatásait. A férfi azonnal megtetszik az asszonynak, és ez Julie-nak is feltűnik.
Ám a nyugalom egy perc alatt szertefoszlik, amikor Lynette Martha Hubertől értesül róla, hogy kisfiai a kerti úszómedencében lubickolnak. A gyerekek nem hajlandóak kijönni a vízből, de Lynette úgy érzi, betelt a pohár, és így a gyászolók szeme láttára besétál a medencébe és kiráncigálja a kis betyárokat. Így csurom vizesen távozik a torról.
Gabrielle-t férje, Carlos elrángatja egy partira, amit főnöke, a sötét Tanaka rendez. Ám kis felesége nem akar elmenni, mert Tanaka már többször is taperolta őt. Azonban végül elmennek a partira, ami remek alkalomnak tűnik arra, hogy Gaby csellel elérje, hogy Johnnal való kapcsolata ne váljon még nehezebbé…
Susan lánya, Julie ügyes csellel információkat gyűjt Mike-ról, és Susan végre rászánja magát, hogy randevúra hívja a férfit, azonban becsúszik egy akadály: Edie Britt. Edie Britt a legrettenthetetlenebb hidrogénszőke pasivadász hatháztömbnyi körzetben. Hódításai számosak, változatosak és legendásak. Most pedig Susan szembetalálja magát az ellenséggel – e lotyó személyében. Amikor Martha Huber értesíti róla a közértben, hogy Edie valószínűleg férfivendéget vár estére, Susan rögtön sejti, hogy Mike – aki az ő utolsó reménye volt – máris Edie Britt zsákmánya lett. Amikor átlátszó ürüggyel, (hogy kérjen Edie-től egy kis cukrot) belopózik a kertvárosi szexszimbólum házába, csábítás nyomai és hangjai várják. Susan, miközben a hálószobából hallja a szenvedély hangjait, bánatában leejti mérőpoharát, és a nappali asztalán lévő bonbonból kezd falatozni, hogy megsirassa veszteségét. Ám véletlenül lever egy gyertyát – azok közül, amiket Edie hangulatcsinálónak helyezett el a ház minden részében – és máris lángok csapnak föl a háta mögött. Mikor rájön, hogy nem csak a Mike Delfino-terve megy füstbe ezen az estén, elrohan. Edie-t és szeretőjét kimentik a házból, de az épület porig ég. Susan bűntudattól elszorult torokkal figyeli a tűzoltókat, mikor Mike jön az utcán – és Susan rájön, hogy hiába aggódott új szomszédja miatt, és (nem mellesleg) hiába gyújtotta fel Edie Britt házát.
Lynette néhány nappal a temetés után hihetetlen hálát érez, amikor férje, Tom végre hazajön San Fransisco-i üzleti útjáról. Ám, mikor végre szerelmeskedésre kerülne a sor, és Lynette figyelmezteti Tomot, hogy védekezzen, a férfi elkövet egy nagy hibát – így szól ugyanis: "Kockáztassunk." Persze felesége ezt a megjegyzését egy nagy nyaklevessel jutalmazza.
Bree, hogy férjét és gyerekeit lenyugtassa, elviszi családját egy salátabárba, ahol nincs tisztaság, nem ötcsillagosak az ételek és a mosdóra az a van kiírva, hogy "Csajok" és "Pasik" – tehát, ahová Bree van de Kamp önszántából soha nem tenné be a lábát – ám a gyerekek végre "nem csak ínyencségeket ehetnek". De férje, Rex ahelyett, hogy hálát mutatna, közli Bree-vel, hogy el akar válni tőle. Miközben az asszony sokkos állapotban salátát szed a férjének, Mrs. Huber, aki épp arra jár, eltereli a figyelmét, ezért véletlenül hagymát tesz Rex salátájába. Azonban mivel Rex allergiás a hagymára, máris kórházba kerül – és azzal vádolja nejét, hogy szándékosan meg akarta ölni őt.
Amikor a barátnők Paul, Mary Alice özvegye kérésére elmennek összepakolni a halott asszony holmiját, egy levelet találnak, ezzel a szöveggel: "Tudom, mit tettél. Undorodom tőle, és el fogom mondani." A pecsétből kiderül, hogy a levelet Mary Alice aznap kapta, amikor meghalt.
- Ó, Mary Alice, mit tettél? – sóhajt fel Susan.

## Mellékszereplők
- Christine Estabrook – Martha Huber
- Doug Savant – Tom Scavo
- Joy Lauren – Danielle Van De Kamp
- Shawn Pyfrom – Andrew Van De Kamp
- Brent Kinsman – Preston Scavo
- Shane Kinsman – Porter Scavo
- Zane Huett – Parker Scavo
- Sherica Durdley – Wendy
- Nike Doukas – Natalie Klein
- Heath McCall – Pincér
- Kay Wade – Elderly Lady
- Edward Zoellner – Pincér Tanaka partiján

## Produkció

### A sorozat elkészítése
2002-ben Marc Cherrynek bizonytalan volt az anyagi helyzete, és állást sem talált. „Csóró voltam, még arra is képtelen voltam, hogy eljussak egy írói állás interjújára, és aggódtam a jövőmről. Akkor lettem negyven, azon gondolkodtam, hogy vajon egy voltam-e azon téveszmés írók közül, akik Hollywoodban járkálnak, győzködik magukat, hogy tehetségesek, mikor minden az ellenkezőt bizonyítja”. Mikor Andrea Yates bírósági tárgyalását nézte az édesanyjával a tévében, megkérdezte tőle: „El tudod magad képzelni olyan kétségbeesettnek, hogy ilyet tegyél a gyerekeddel?”, „Már voltam ilyen.”, felelte az anyja. Cherryt izgatta a gondolat, hogy egy teljesen normális, racionális nő megkapta az életet, amire vágyott, és mégis vannak elmebajos pillanatai. Cherry ezután elkezdte írni a pilot forgatókönyvét. A sorozatból eredetileg egy félórás vígjátéksorozatot tervezett, de később azt javasolták, hogy írjon egy teljes órás szappanoperát. Cherry 2002 áprilisára befejezte a pilot első vázlatát, amit a CBS, NBC, Fox, HBO, Showtime és Lifetime csatornáknak is ajánlott, de mindegyik elutasította.
A forgatókönyv újraírása után Cherry az ABC-hez fordult, ahol elfogadták az epizódot. Az ABC vezetősége annak a címnek a változtatását javasolta, amit Cherry még a forgatókönyv megírása előtt választott. Többet között a Lila Akác köz vagy a Háziasszonyok titkos élete címeket javasolták a sorozathoz, de Cherry ragaszkodott az eredeti címhez. Később hozzáadta a kétségbeesett (magyar műfordításban született) jelzőt a címhez. A projektet hivatalosan 2003. október 23-án jelentették be, mely az Amerikai szépség és a Knots Landing ötvözete. A Született feleségek a Grace Klinikával és a Losttal együtt hozták vissza az ABC lankadó népszerűségét.

### Szereplőválogatás
A Született feleségek szereplőválogatása 2004 februárjában kezdődött. Charles McDougall rendező körülbelül 150 "nagyon jó és határozott nőt" látott a meghallgatáson. Eva Longoriát választották meg először, aki két meghallgatás után megkapta az anyagias hajdani modell, Gabrielle Solis szerepét. A sorozat készítője, Marc Cherry kikérte Longoria véleményét a forgatókönyvről, aki azt válaszolta, hogy "Hát, csak a saját részemet olvastam el." Erre Marc Cherry azt válaszolta, hogy abban a pillanatban tényleg Gabrielle volt, mert ő mond ilyeneket. Gabrielle Solis szerepére még Roselyn Sánchez is jelentkezett. Teri Hatchert választották meg a lányát egyedül nevelő, szerelmet kereső Susan Mayer szerepére. Cherry szerint Hatcher meghallgatása volt a legjobb, amit valaha látott egy tévécsatornán. Courteney Cox, Calista Flockhart, Mary-Louise Parker és Sela Ward is jelentkezett, továbbá Julia Louis-Dreyfus is érdeklődött a szerep iránt, de a csatorna vezetői nem érezték megfelelőnek.
Cherry Bree Van de Kamp, A stepfordi feleségekre emlékeztető tökéletes háziasszony szerepét háromszor is felajánlotta Dana Delanynek. Ő viszont visszautasította a szerepet, mert szerinte túlságosan hasonlít a Pasadena sorozatbeli karakterére, de a negyedik évadban mégis csatlakozott a sorozathoz egy hasonló karakterű háziasszonyként, Katherine Mayfairként. Bree szerepét Marcia Cross kapta meg, viszont Roma Downey, Jeri Ryan és Stacey Travis színésznőket is megfontolás alá vették. Továbbá Nicollette Sheridan is jelentkezett, de a rendező Edie Britt szerepét látta benne. Edie, a szomszédság cafkája kevésbé lett volna jelentős, de ezt megváltoztatták, miután Sheridan elvállalta a szerepet. Az idegbaj szélén álló, teljes állású négy gyerekes anyuka szerepét Felicity Huffman kapta, aki saját gyereknevelési tapasztalatairól is beszélt a meghallgatáson. Marc Cherry szerint Huffman válogatása ment a legszerencsésebben, ugyanis 50 percen belül megkapta Lynette Scavo szerepét. Még Alex Kingston jelentkezett a szerepre, de végül elutasította, mert túl nehéznek találta. A sorozat narrátora Sheryl Lee lett, egyébként eredetileg Marcia Cross Mary Alice Young szerepére jelentkezett, mielőtt megkapta Bree szerepét. Továbbá Jeanne Tripplegorn és Heather Locklear is részt vett meghallgatásokon.
Ricardo Antonio Chavira lett Gabrielle gazdag férje, Carlos Solis. Kyle Searles is csatlakozott a színészekhez Solisék kamasz kertészeként, akivel Gabrielle viszont folytat. Andrea Bowen Susan 12 éves lányának, Julie-nak a szerepét vállalta el, míg James Denton lett az új, vízvezeték-szerelő szomszéd, később Susan szerelme. Mark Moses vállalta el Paul, Mary Alice rejtélyes férjének szerepét, míg Cody Kasch a problémás fiú szerepét, Zach-ét. Michael Reilly Burke lett Bree elégedetlen férje, Rex Van de Kamp, mert a fő választás, Steven Culp ekkor elérhetetlen volt. A pilotepizódban megismerkedhettünk még a Christine Estabrook által játszott minden lében kanál szomszéddal, Martha Huberrel, akinek a szerepét eredetileg egy ázsiai amerikai színésznőnek szánták. Doug Savant is feltűnt Lynette férjeként, aki mindig üzleti úton van, de Cherry megígérte, hogy a második évadban főszereplő lesz. Shawn Pyfrom és Joy Lauren játszották Bree kamasz gyermekeinek szerepét, Andrew-jét és Danielle-ét. Továbbá Lynette gyermekeit Brent Kinsman, Shane Kinsman és Zane Huett játszották, sorrendben Preston, Porter és Parker.

### Forgatás
Eredetileg a forgatás egy valódi Los Angeles-i utcában történt volna, de az alkotók rájöttek, hogy ez nehézségekbe ütközne. Így a Colonial Streetet választották, a Universal Studios díszletutcáját Hollywoodban. Az ott látható házhomlokzatokat már számos Amerikában híres produkcióban felhasználták 1946-ig visszanyúlva. A házakat, melyek azelőtt a kortárstól a viktoriánuson át tanyasi stílusban díszelegtek, teljesen átalakították, hogy egy egységes szomszédság látszatát keltsék. Cherry és a díszlettervező Thomas A. Walsh azt szerették volna, hogy az utca az amerikai értékeket közvetítse, de egyúttal legyen modern is. Walsh megnézett epizódokat a Father Knows Best, My Three Sons, Leave It to Beaver és más sorozatokból, hogy megismerje a klasszikus, konzervatív Amerika vizuális stílusát. A díszletek házzá alakítása, felújítása, berendezése körülbelül 700.000 dollárba került. Walsh nemcsak arra figyelt, hogy az utca vizuálisan egységes legyen, hanem a berendezés világítson rá az egyes karakterek ízlésére és pénzügyi helyzetére.
Az első epizód forgatása 13 napba telt 2004 márciusában. McDougell javasolta popkultúra eltávolítását a forgatókönyvből, hogy ezzel időtlen érzést keltsen. Az amerikai csatorna, az ABC berendelt 13 epizódot a sorozatból 2004. május 18-án, majd júniusban három főszereplő lecserélését kérte. Jesse Metcalfe váltotta fel Kyle Searlest, mert a producerek szerettek volna még vonzóbb külsőt adni Johnnak, ezzel indokolva Gabrielle félrelépését. Metcalfe korábban részt vett a meghallgatáson. Rex Van de Kamp szerepét Steven Culp kapta, aki Cherry első választása volt, de elérhetetlen volt, mikor az eredeti pilotot forgatták. Brenda Strong vette át Mary Alice szerepét, mert a producerek szerint Lee nem volt megfelelő választás. Strong úgy magyarázta ezt a döntést, hogy a producerek vaníliafagylalt helyett csokoládét akartak, és Brenda lett a csokoládé. A lecserélt színészekkel újraforgatták a jeleneteket, de Burke és Searles még mindig látható néhányszor a háttérben.

## Idézetek
- Mary Alice: Susan szembekerült az ellenséggel, és az illető egy lotyó volt.
- Rex: (miután közölte Bree-vel, hogy el akar válni tőle) Beszélhetnénk arról, amit mondtam?
 Bree: Ha azt hiszed, hogy egy olyan helyen beszélem meg a házasságom felbomlását, ahol a mosdóra az van kiírva hogy "Csajok" és "Pasik", akkor nagyon tévedsz.
- Julie: Naná, hogy akarsz járni vele! Valld be! Mióta nem feküdtél már le senkivel?
 (Susan kezében megáll a ceruza, és hátranéz Julie-ra)
 Julie: Haragszol, hogy megkérdeztem?
 Susan: Csak próbálom felidézni.
- John: Tudod, mit nem értek?
Gabrielle: Mit?
John: Hogy miért mentél hozzá Mr. Solishoz.
Gabrielle: Hát… Azt ígérte, hogy megad mindent, amire vágyom.
John: És megadta?
Gabrielle: Igen.
John: Akkor miért nem vagy boldog?
Gabrielle: Kiderült, hogy nem jó dolgokra vágytam.
John: Na, és… szereted?
Gabrielle: Persze.
John: De akkor miért vagyunk itt? Miért csináljuk ezt?
Gabrielle: Mert nem szeretnék egy szép nap arra ébredni, hogy főbe akarom lőni magam.
- Susan: Óh, Mary Alice, mit tettél?
- Lynette: (a fiaihoz) Ma viselkedni fogtok. Nem hagyom, hogy leégessetek az egész szomszédság előtt, és, hogy tudjátok, mennyire komolyan gondolom…
(elővesz egy darab papírt)
Preston Scavo: Az meg mi?
Lynette: A Télapó mobilszáma. 
Porter Scavo: Honnan szerezted meg?
Lynette: Ismerek valakit, aki ismer valakit – az ismer egy manót. És, ha bármelyikőtök is balhézik, én felhívom a Télapót, és megmondom neki, hogy zoknit kértek karácsonyra. Megkockáztatjátok?
- Rex: Nem hiszem el, hogy meg akartál ölni.
Bree: Nos, igen, engem is szörnyen bánt.
- Rex: Hagymát tettél a salátámba?
Bree: Nem, az kizárt!
(visszanéz a salátáspultra)
Bree: Jaj, ne!
- Danielle Van De Kamp: Miért nem ehetünk soha normális levest? Mondjuk szárazbab- vagy hagymalevest!
Bree: Először is apád nem ehet hagymát, halálosan allergiás rá. Az ajánlatodat pedig méltatni se kívánom.

## Érdekességek
- Az epizódnak az Egyesült Államokban nem adtak külön címet. A Pilot jelentése bevezető, amely jópár amerikai sorozat kezdőepizódjának címe.
- A Végzetes csütörtök eredeti változatában Mary Alice Youngot még nem Brenda Strong, hanem Sheryl Lee alakította, és a karakter neve is más lett volna: Mary Alice Scott.
- Ennek az epizódnak lerövidített főcíme volt. A teljes főcímet először a második részben, az Ó, de lent a mélyben című epizódban láthatták a nézők. Az eredeti nyitóepizód elején szimplán megjelent a "Desperate Housewives" felirat, amíg közeledett a kamera a Lila Akác közben Mary Alice háza felé.
- Az epizód elején mindkét változatban máris megismerhetünk két főszereplőt – persze csak látásból –, Lynette Scavo eltolja a babakocsiját a kamera előtt, Gabrielle Solis pedig elkocog mellette.
- A sorozat helyszíne egy kitalált amerikai kisváros, Fairview, melyet a sorozat magyar változatában Széplakként (kezdetben Szépkilátó) ismerhetünk meg. Az utca neve pedig eredetileg Wisteria Lane, amelyet szó szerint fordítottak a magyar változat készítői: nálunk Lila Akác köz a neve.
- Habár az epizód hatalmas sikernek örvend, több logikai hiba, illetve baki is előfordul benne, például:
  - A sorozat többi epizódjában eltérő berendezést használtak. Lynette háza feltűnően másmilyen és kicsi, Susan konyhája is eltér, a lépcsője máshol helyezkedik el. Továbbá Bree étkezője teljes mértékben eltér a többi részben megszokottól.
  - Az epizód során Gabrielle kandallója eltűnik, majd újra megjelenik. Ez azért van, mert egybevágták a leadatlan pilot jeleneteit, és az újraforgatás során megváltoztatták kis mértékben a berendezést.
  - Az epizódban elhangzik, illetve a magyar cím is sugallja, hogy Mary Alice egy csütörtöki napon hunyt el. De a következő részben a sírkőre az van írva, hogy 2004. szeptember 26-án halálozott el, ami egy vasárnap.
  - Mikor Martha benéz az ablakon, Mary Alice a bal oldalán fekszik, a pisztolyt a jobb kezében tartja. Jobb oldalról lőtte főbe magát, de nem látható sérülés a fején, másrészt, ha a másik oldalról lőtte volna főbe magát, akkor a másik kezében kellene lennie a pisztolynak.
  - A főcím után Kyle Searles látható átkelni az úton annak ellenére, hogy lecserélték. Mary Alice halotti torán is látható, mikor Julie odamegy a barátaihoz.
  - Mikor Mary Alice bemutatja Lynette-et, a sült csirkét mindkét kezével fogja. Miután vége a múltba pillantásnak, hirtelen tol egy babakocsit is.
  - Mikor látjuk, hogy Susant elhagyja a férje, a lépcső másik oldalon helyezkedik el.
  - Mikor Lynette bemegy a medencébe, hogy kihúzza gyermekeit, Michael Reilly Burke, az eredeti Rex látható a háttérben. Hasonló hiba történik, mikor a tűzeset után Bree odamegy a férjéhez. Valószínűleg ezen jeleneteket nem forgatták újra.
  - Mikor Lynette kijön a medencéből, magassarkú van rajta. De, mikor visszakéri a kislányát, már mezítláb van.
  - Mikor Natalie Klein megkérdezi Lynette-től, hogy milyen az anyaság, Lynette nem válaszol, ekkor aggódó tekintet ül az arcára. De egy távolabbi jeleneten nyíltan mosolyog.
  - Mikor Susan eldobja Edie melltartóját, azt látjuk, hogy egy farmernadrágos ember mozog a kanapé mögött jobboldalt

## Epizódcímek szerte a világban
- Angol: Pilot (Bevezető)
- Francia: Quatre voisines et un enterrement (Négy szomszéd és egy temetés)
- Német: Schmutzige Wäsche (Szennyes)
- Japán: Ittsu no tegami (Egy levél)
- Spanyol: Piloto (Bevezető)
- Olasz: Episodio Pilota (Bevezető epizód)

## További információ
- Végzetes csütörtök az Internet Movie Database-ben (angolul)
- Végzetes csütörtök a Rotten Tomatoeson (angolul)
- Végzetes csütörtök a Box Office Mojón (angolul)